# Dracosciadium
- Commons
- Wikispecies

Dracosciadium é um género botânico pertencente à família Apiaceae.